# Filmfestivalen i Berlin
Den internationale filmfestival i Berlin (tysk: Internationale Filmfestspiele Berlin) også kaldt Berlinalen, er en tysk filmfestival, som afholdes årligt i Berlin, Tyskland. Festivalen blev grundlagt i 1951 i Vestberlin og er blevet afholdt regelmæssigt siden 1978, og bliver sammen med filmfestivalen i Venedig i Italien og filmfestivalen i Cannes i Frankrig anset som en af de mest prestigefyldte og vigtigste filmfestivaller i Europa. Festivalen afholdes hvert år i februar, og med omkring 500.000 besøgende, er det den mest besøgte årlige festival i Europa. Omkring 400 film fordelt mellem forskellige genre og temaer deltager hvert år i festivalen, og omkring 20 film deltager i hovedkonkurrencen om festivalens eftertragtede priser; de tre Guldbjørne og adskillige Sølvbjørne. Festivalens statuetter er navngivet og udformet efter Berlins varetegn, en bjørn.

## Galleri
- Kino International
- Cubix Kino
- Delphi Filmpalast